# Parbatsar
Parbatsar (o Parvatsar) è una suddivisione dell'India, classificata come municipality, di 13.790 abitanti, situata nel distretto di Nagaur, nello stato federato del Rajasthan. In base al numero di abitanti la città rientra nella classe IV (da 10.000 a 19.999 persone).

## Geografia fisica
La città è situata a 26° 52' 60 N e 74° 46' 0 E e ha un'altitudine di 433 m s.l.m..

## Società

### Evoluzione demografica
Al censimento del 2001 la popolazione di Parbatsar assommava a 13.790 persone, delle quali 7.424 maschi e 6.366 femmine. I bambini di età inferiore o uguale ai sei anni assommavano a 2.265, dei quali 1.208 maschi e 1.057 femmine. Infine, coloro che erano in grado di saper almeno leggere e scrivere erano 8.349, dei quali 5.361 maschi e 2.988 femmine.